# Gate Keepers (videogioco)
Gate Keepers (ゲートキーパーズ?, Gēto Kīpāzu) è un videogioco di ruolo pubblicato dalla Kadokawa Shoten il 16 dicembre 1999 per PlayStation, esclusivamente in Giappone. Il videogioco è ispirato alla serie anime e manga Gate Keepers, con cui condivide lo stesso character designer Keiji Gotoh e lo stesso autore della colonna sonora Kouhei Tanaka.